# آچریارولی
آچریارولی (به ایتالیایی: Acciaroli) یک منطقهٔ مسکونی در ایتالیا است که در پولیکا (کومونه) واقع شده‌است. آچریارولی ۶۴۵ نفر جمعیت دارد و ۶ متر بالاتر از سطح دریا واقع شده‌است.